# فسیل انتقالی

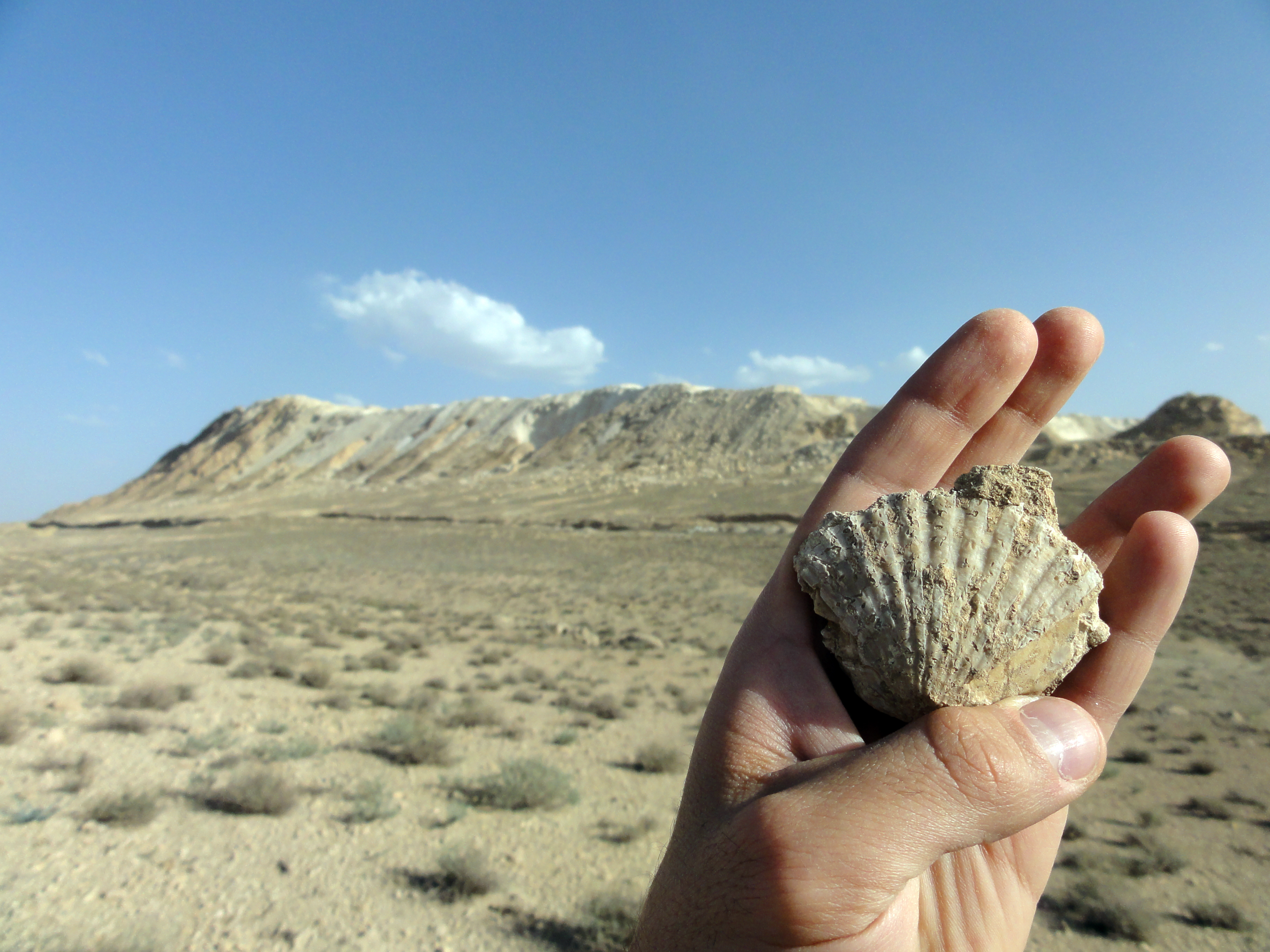
فسیل یک صدف، گونه‌ای از شکم‌پایان یا دوکفه‌ای‌ها پیرامون شهر قم

یک سنگوارهٔ انتقالی به هر سنگواره‌ای از یک موجود زنده گفته می‌شود که دارای ویژگی‌هایی هم شبیه به نیاکان خود و هم شبیه به نوادگان پس از خود که از دودمان پیشین جدا شده‌اند باشد. این امر زمانی مهم است که جمعیت نوادگان از نظر خصوصیات کالبدی و نحوهٔ زیستن تغییرهای عمده‌ای نسبت به نیاکان نموده باشند. سنگوارهٔ گونه‌های انتقالی یادآور این موضوع هستند که تقسیمات ریخت‌شناسی که توسط انسان‌ها انجام شده صرفاً وسیله‌ای برای ادراک بهتر فرایند تکامل گونه‌ها و جدایی تدریجی آن‌ها از نیاکان پیشین است.